# كينوود (الولايات المتحدة)
كينوود هي حي سكني، في الولايات المتحدة، تقع في مقاطعة كوك، وشيكاغو، بلغ عدد سكانها 17,841  نسمة وذلك حسب إحصائيات سنة 2010، تبلغ مساحتها 2.82 كيلومتر مربع.

## معرض صور

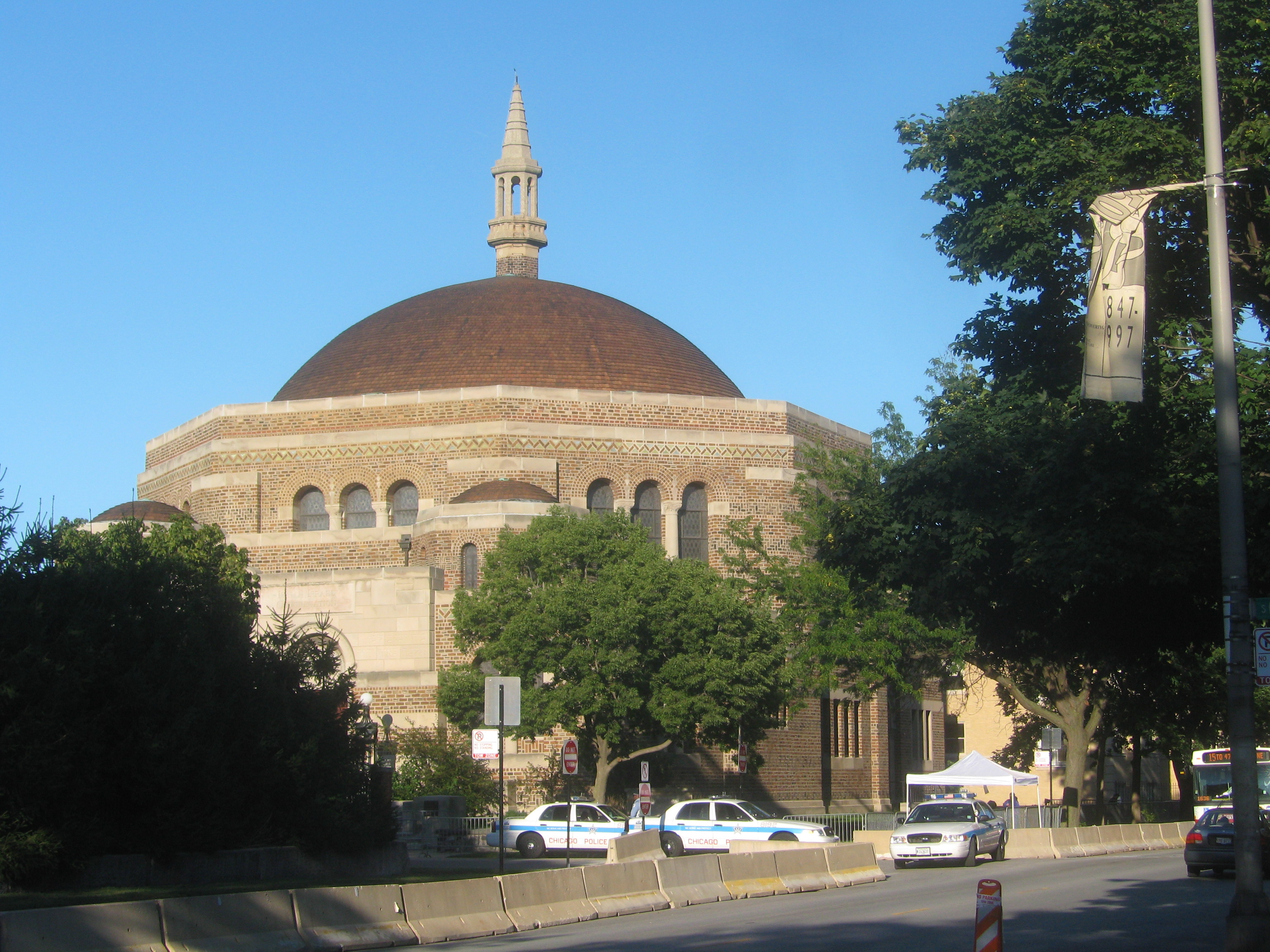
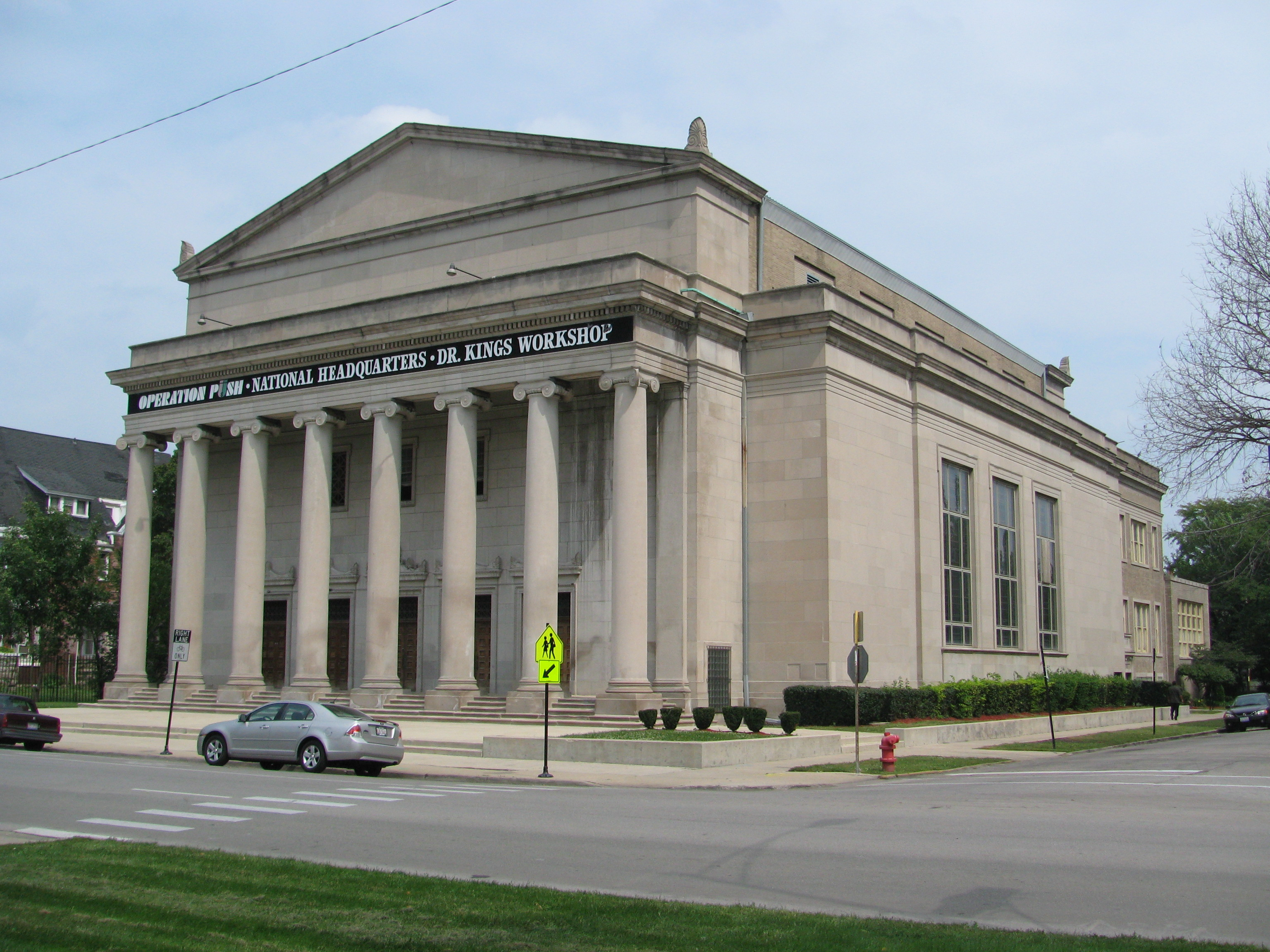
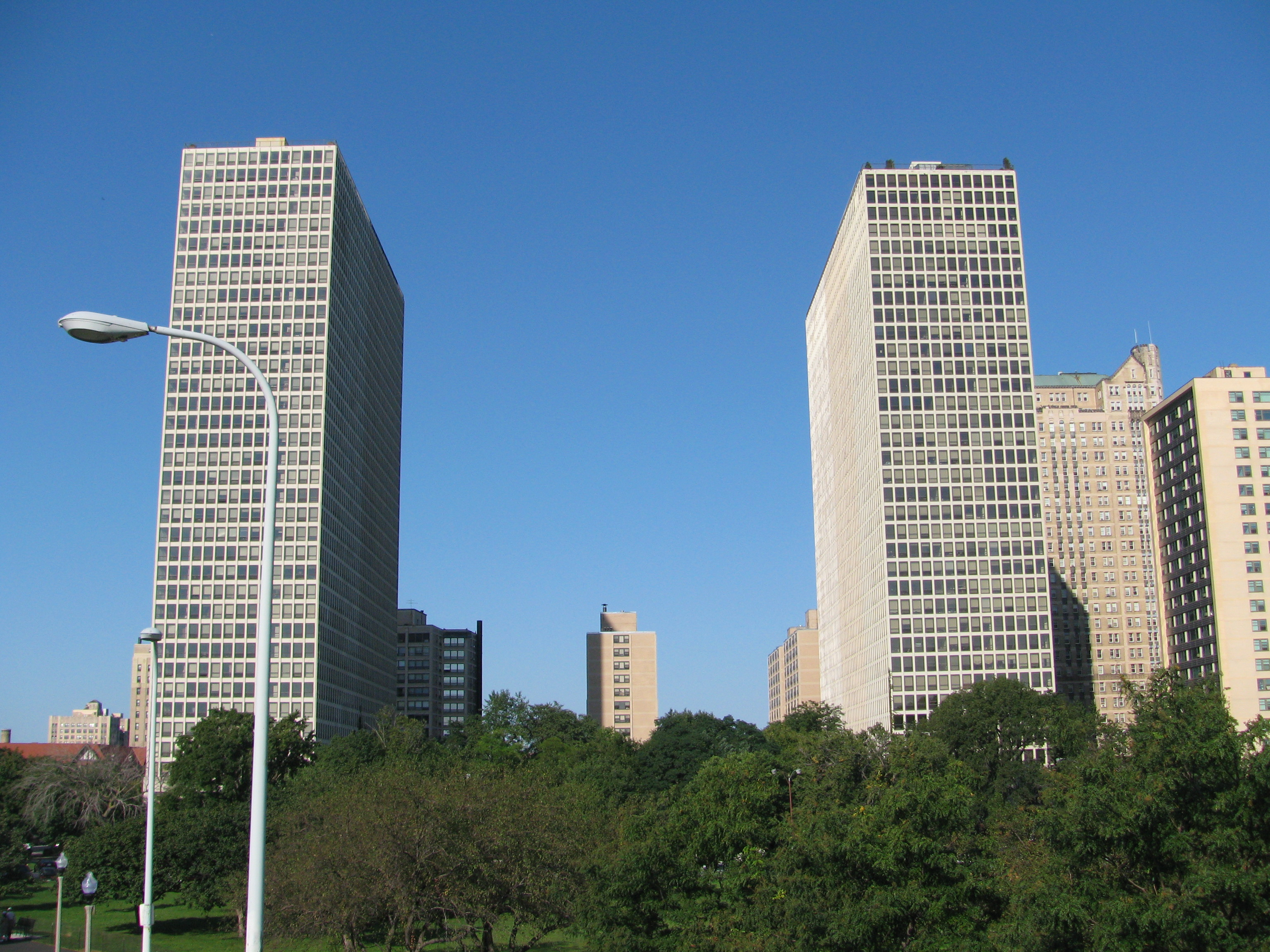
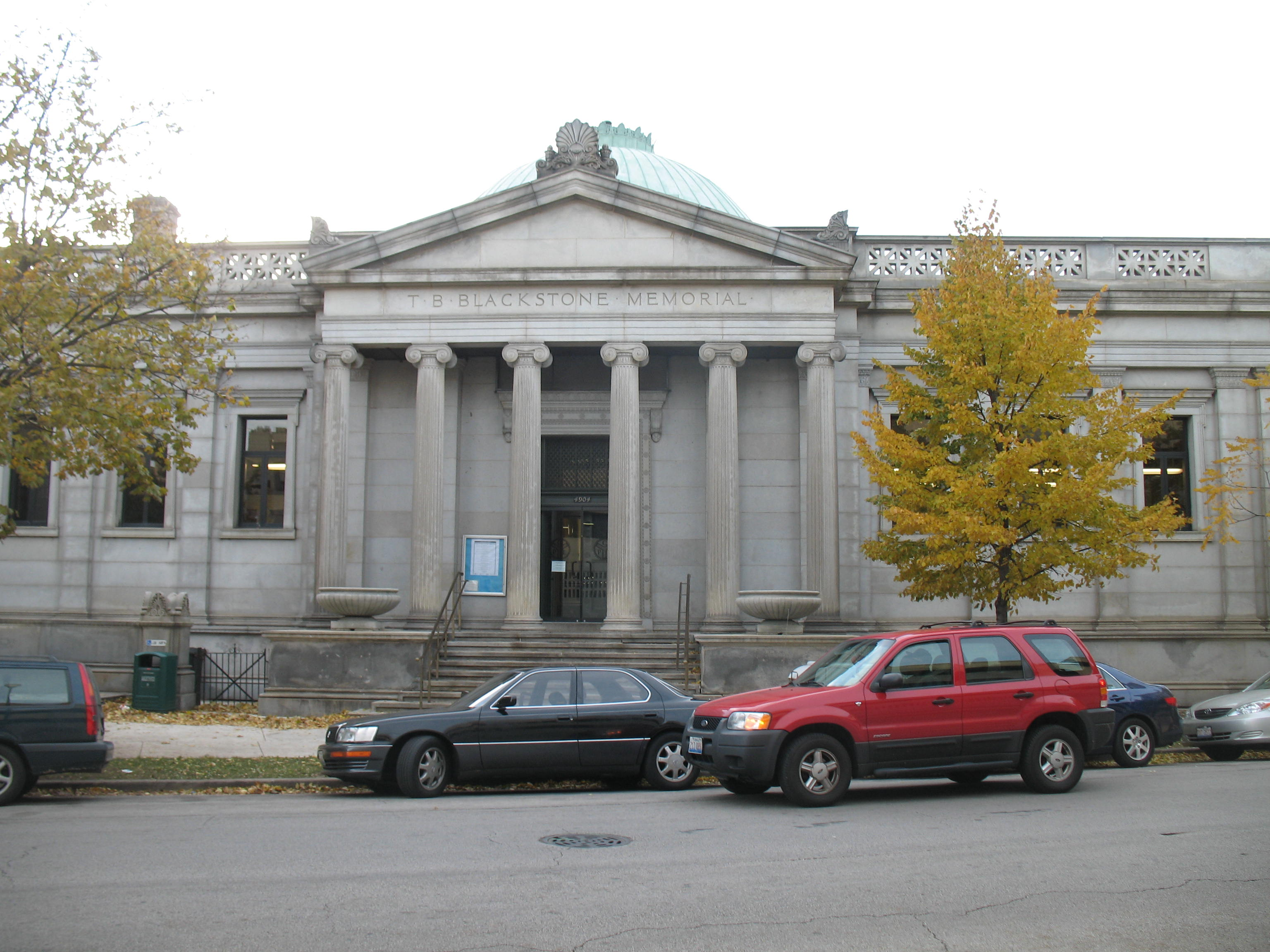

## الموقع
تشترك في الحدود مع:
- Oakland, Chicago [الإنجليزية]‏.